# کمیته سری انقلاب مرکزی بلغارستان

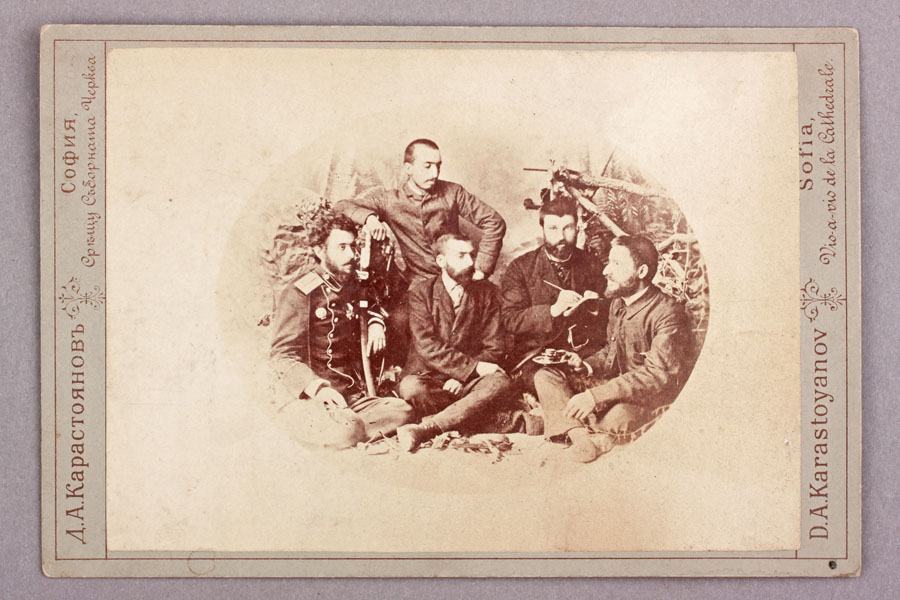
اعضای اصلی کمیته انقلاب مرکزی بلغارستان

کمیته سری انقلاب مرکزی بلغارستان(BSCRC) سازمان انقلابی بلغارستان بود که در ۱۰ فوریه ۱۸۸۵ میلادی در شهر پلوودیو واقع در روملی شرقی تأسیس شد. هدف اصلی کمیته، خودمختاری و استقلال داخلی منطقه مقدونیه (روملی غربی) بود ولی پروژهٔ نهایی آن، تأسیس فدراسیون بالکان بود. این کمیته نقش مهمی در جریان سازماندهی یگانگی بلغارستان و روملی شرقی بازی کرد.